# Jan Pezda
Jan Pezda (ur. 1940) – polski skoczek narciarski, zawodnik klubów BBTS Włókniarz Bielsko-Biała i WKS Zakopane. Medalista mistrzostw Polski w skokach narciarskich.

## Życiorys
W latach 60. XX wieku regularnie startował w zmaganiach międzynarodowych. Dwukrotnie stawał na podium Pucharu Beskidów juniorów – 13 stycznia 1961 w Wiśle był drugi, a dwa dni później zwyciężył, triumfując w klasyfikacji generalnej tego cyklu za rok 1961. Stał również na podium zawodów międzynarodowych w Cortinie d’Ampezzo (3. lokata w lutym 1963) i Zakopanem (zwycięstwo w lutym 1965). 14 lutego 1962, podczas treningów przed mistrzostwami świata w Zakopanem upadł i doznał kontuzji.
Brał udział w szeregu prestiżowych imprez międzynarodowych – między innymi w Turnieju Czterech Skoczni, Memoriale Bronisława Czecha i Heleny Marusarzówny, Turnieju Szwajcarskim, Igrzyskach Narciarskich w Lahti, czy Pucharze Beskidów. Najlepsze wyniki osiągał w ostatnich zawodach z tej listy – w 1962 zajął 8. lokatę w klasyfikacji generalnej, rok później notując najwyższą pozycję w pojedynczym konkursie (18 stycznia 1963 w Wiśle był piąty).
Na arenie krajowej występował w latach 1955–1970. W swojej karierze raz stał na podium mistrzostw Polski – 24 lutego 1963 na Wielkiej Krokwi zdobył brązowy medal w konkursie indywidualnym na skoczni dużej, przegrywając z Piotrem Walą i Antonim Łaciakiem. Kilkukrotnie zajmował także miejsca w czołowej „dziesiątce” tej imprezy (za każdym razem w konkursach indywidualnych na skoczniach dużych) – w 1962 był szósty, w 1964 czwarty, a w 1965 szósty. W 1960 zdobył ponadto brązowy medal w mistrzostwach kraju juniorów w kategorii junior C.
W latach 1955–1961 i 1964–1970 reprezentował BBTS Włókniarz Bielsko-Biała, w czasie dwuletniej (1962–1963) przerwy od skakania w barwach klubu z Bielska-Białej był zawodnikiem WKS Zakopane.